# Ouvrage d’infanterie

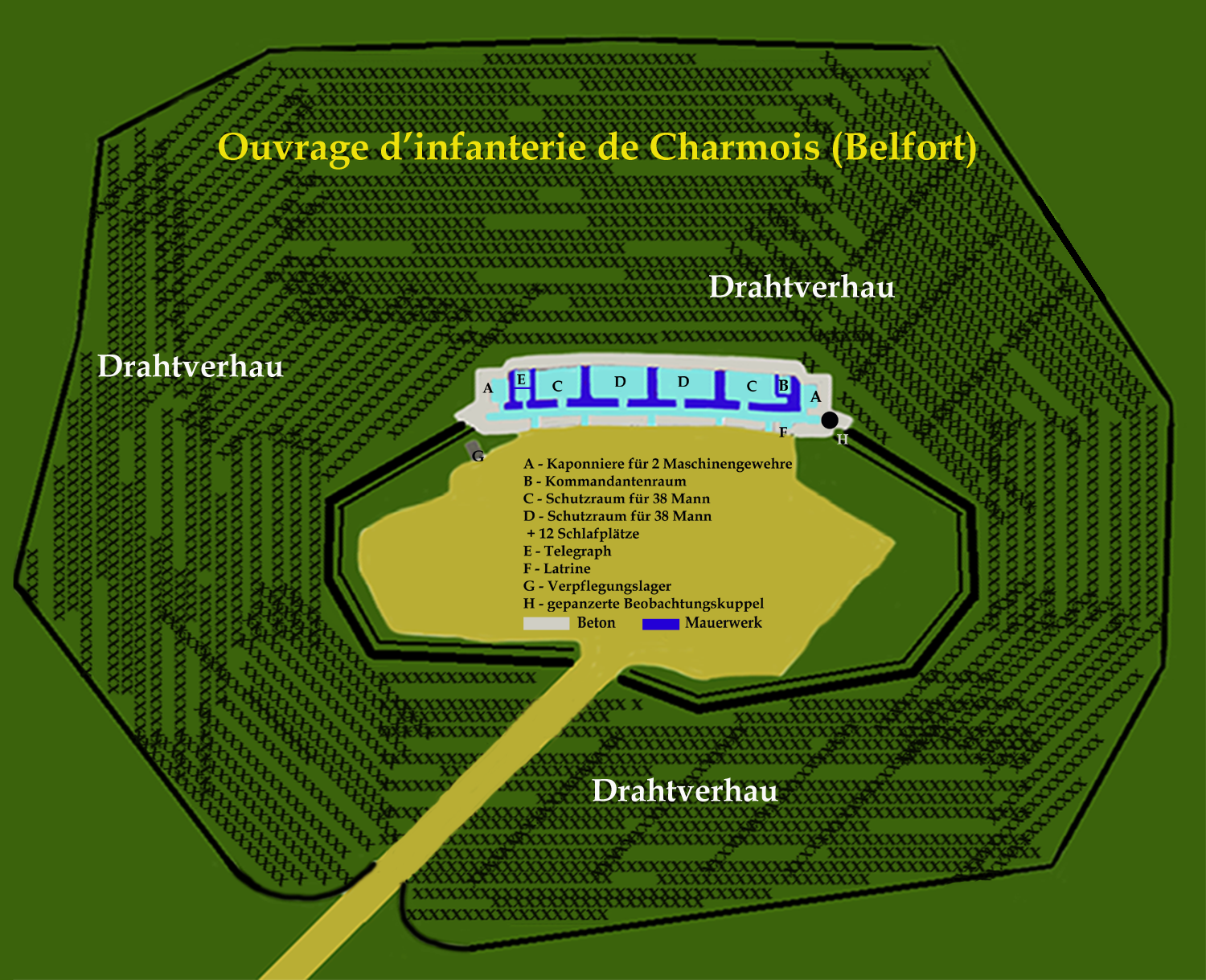
Ouvrage de Charmois des Festen Platzes Belfort

Eine Ouvrage d’infanterie war ein französischer befestigter Infanteriestützpunkt und Teil einer Gürtelfestung. Sie ist nicht zu verwechseln mit dem nur als „Ouvrage“ bezeichneten Festungswerk, das ungleich größer war und mit der Deckung des Raumes zwischen zwei Forts als Zwischenwerk eine gänzlich andere Aufgabenstellung hatte.
Siehe auch: → Ouvrage de Froideterre
Nach der Einführung der Brisanzgranaten und der damit verbundenen Schwächung der Festungswerke, die zu diesem Zeitpunkt noch aus Stein gebaut waren („la crise d’obus torpille“ genannt), reagierte die französische Militärführung mit dem Abzug der Geschütze, die auf den Wällen der Forts platziert gewesen waren. Man verteilte sie auf die sogenannten Batteries, die in den Festen Plätzen (so z. B. im Festen Platz Épinal) an strategisch wichtigen Positionen angelegt waren. Da diese Geschützstellungen nicht zur infanteristischen Verteidigung eingerichtet wurden, musste man zu deren Schutz eigene Infanteriestützpunkte anlegen.
Diese Anlagen wurden je nach der Aufgabenstellung als Ouvrages d’infanterie, Redoutes d’infanterie oder Retranchements d’infanterie bezeichnet, gleich war jedoch die Aufgabe des Schutzes der Artilleriestellungen. Sie wurden nur im Verteidigungsfall besetzt. Die Bewaffnung bestand in der Regel aus einem oder mehreren Maschinengewehren Hotchkiss M1900 oder M1907.
Die vor 1890 gebauten Ouvrages bestanden aus einem Erdwall, der bei Bedarf dem Gelände angepasst war, sowie einem davorliegenden Graben. Im Vorfeld hat man später manchmal zur Sicherung ein Stacheldrahtverhau angelegt. Zum Schutz der Besatzung war im Zentrum einen Schutzraum unterschiedlicher Größe (eine Art Defensivkaserne) aus Stein errichtet worden. Die Modernisierung der Anlagen in den Festen Plätzen zog auch eine Verstärkung der Ouvrages durch Beton nach sich. Die Brustwehren aus Erde wurden durch solche aus Beton ersetzt, gegebenenfalls erhielten sie einen stählernen Aufsatz mit Schießscharten. Auch wurden stählerne Panzerkuppeln (Guérites blindées) zur Beobachtung des Vorfeldes installiert. Auf die Decke wurde eine Schicht aus Stahlbeton gelegt. Weiterhin wurden in unmittelbarer Nähe weitere reine Schutzbunker (Abri de combat) gebaut. Eine Anzahl der Ouvrages d’infanterie wurden dermaßen verstärkt, dass sie sogar Artilleriebestückung, betonierte Kasematten und die als Observatoire cuirassé bezeichneten gepanzerte Feuerleit-Beobachtungskuppeln erhielten.
Im Inneren des Defensivbaues befanden sich in der Regel vier Unterkunftsräume, mit einer begrenzten Anzahl an Schlafplätzen, dazu eine kleine Kochecke mit einem Ofen zum Erwärmen der Verpflegungsrationen, ein Raum für die Telegrafie und gelegentlich ein kleiner Raum für den Kommandanten. Außerhalb befand sich manchmal ein kleines Vorratslager. Die Toiletten waren meistens im Freien installiert, sie befanden sich in einer Mauernische mit freiem Blick in den Hof. Brunnen oder Zisternen waren nicht vorgesehen, auch nicht eine Anbindung an das Netz der Schmalspurbahn mit einer Spurweite von 600 mm.
Es gab jedoch keinen standardisierten Bauplan, die einzelnen Grundrisse wiesen teilweise gravierende Unterschiede auf (mit oder ohne Küche, Latrinen im Inneren oder außerhalb). Gleich war allen nur, dass der zentrale Bau (im Gegensatz zu einem Abri de combat) ebenfalls zur Verteidigung eingerichtet war.